# Ernesto Carlos Martelo
Ernesto Carlos Martelo () fue un empresario, político y periodista colombiano. 
Fue colaborador y director del diario El Fígaro y fundador de la Revista Diners y de la Galería Diners. Fue Alcalde de Cartagena en 1932 y en 1934 fundó el Concurso Nacional de Belleza de Colombia, fue además congresista y primer gerente de la Empresa Colombiana de Turismo.